# FNL

FNL:s flagga.

Sydvietnams nationella befrielsefront (vietnamesiska: Mặt Trận Dân Tộc Giải Phóng Miền Nam Việt Nam), förkortat FNL från franskans namn på organisationen (franska: Front National de Libération du Sud-Viêt Nam), var en ledande gerillarörelse som dominerades av kommunister i Republiken Vietnam (Sydvietnam) under Vietnamkriget. FNL stred tillsammans med den nordvietnamesiska armén (med stöd från Sovjetunionen och Kina) mot Sydvietnams USA-understödda regering och de amerikanska trupperna i landet.

## Historik
FNL grundades den 20 december 1960 av representanter för politiska partier, religiösa samfund, olika minoritetsfolk, fackföreningar, studerandeorganisationer, handels- och köpmän, bonde- och arbetarorganisationer och andra, vid ett möte i Ca Mau-provinsen.
Totalt stupade ungefär 900 000 soldater från FNL och nordvietnamesiska armén. FNL är också känt (särskilt i USA) under namnet "Viet Cong". Det är en förkortning av det vietnamesiska ordet Viet Nam Cong San (Vietnamesiska kommunister) och knyter an till namnet på den kommunistdominerade befrielserörelsen Viet Minh före 1954. FNL brukade också kallas Charlie av de amerikanska trupperna, vilket kommer från NATO:s bokstaveringsförkortning av Viet Cong (V C): Victor Charlie.

### Internationellt stöd
I Sverige organiserades under Vietnamkriget en solidaritetsrörelse som stödde FNL, samlad i De förenade FNL-grupperna (Förkortat DFFG, vanligtvis kallad FNL-grupperna).

## Politik
FNL var en nationell enhetsfront som tog emot som medlemmar alla krafter som kämpade för det gemensamma målet: Vietnams enande och självständighet. FNL hade fördelen av att känna terrängen och djungeln samt av ett stort stöd från civilbefolkningen i många provinser.

### FNL:s tio punkter
Vid FNL:s bildande 1960 enades grundarna samtidigt om organisationens program, de så kallade 10 punkterna:
1. Störta den amerikanska imperialismens kamouflerade kolonialregim och Ngo Dinh Diems diktatoriska herravälde som är i amerikanernas tjänst, samt inrätta en styrelse i nationell, demokratisk enhet.
2. Inrätta en i vid utsträckning frihetlig och demokratisk regim.
3. Upprätta en självständig och suverän ekonomi och förbättra folkets levnadsförhållanden.
4. Reducera jordskatterna: genomföra en jordfreform i syfte att skaffa jord åt jordbrukarna.
5. Utveckla en nationell och demokratisk kultur och utbildning.
6. Skapa en nationell armé till fäderneslandets och folkets försvar.
7. Garantera likställighet mellan de olika minoriteterna och mellan de båda könen: beskydda i Vietnam främmande medborgares legitima intressen och vietnamesiska medborgares utomlands.
8. Befordra en fredens och neutralitetens utrikespolitik.
9. Återupprätta normala relationer mellan de båda zonerna, och förbereda landets fredliga återförening.
10. Bekämpa allt angreppskrig: aktivt försvara världsfreden.

## FNL i kulturen
FNL:s sång hette, i översättning av Ola Palmaer, "Befria Södern". Det fanns också ett antal grupper som spelade musik till stöd åt det vietnamesiska folket, bland annat Freedom Singers och DFFG:s egna musikgrupper.